# Wojsławice (województwo śląskie)
Wojsławice – wieś w Polsce położona w województwie śląskim, w powiecie myszkowskim, w gminie Koziegłowy.
Wieś biskupstwa krakowskiego w księstwie siewierskim w końcu XVI wieku. W latach 1975–1998 miejscowość należała administracyjnie do województwa częstochowskiego.

## Nazwa
Nazwa należy do grupy nazw patronomicznych i pochodzi od staropolskiego imienia założyciela miejscowości Wojsława. Imię to złożone z członów Woj- („wojownik”) i -sław („sława”). Oznacza „tego, który zdobywa sławę w wojnach”, „sławnego wojownika”. Niemiecki językoznawca Heinrich Adamy w swoim dziele o nazwach miejscowości na Śląsku wydanym w 1888 roku we Wrocławiu wymienia jako najstarszą zanotowaną nazwę miejscowości Woyslawice podając jej znaczenie „Dorf des Woislaw” czyli po polsku „Wieś Wojsława”.
Nazwę miejscowości w zlatynizowanej formie Woyslawycze wymienia w latach (1470–1480) Jan Długosz w księdze Liber beneficiorum dioecesis Cracoviensis. Z miejscowością wiąże się nazwisko Jana Koziegłowskiego wymienianego przez Długosza jako właściciela miejscowości.

## Historia
Wieś należąca do parafii Koziegłowy. Po raz pierwszy pod nazwą Woysławycze wymieniono ją w spisie miejscowości dekanatu bytomskiego, diecezji krakowskiej w 1439 r. W „Liber beneficiorum” Jan Długosz napisał: „Są tu łany kmiece, z których pobierana jest dziesięcina snopowa i konopna. Dziedzicem Jest Jan Koziegłowski”.
Dziedzice koziegłowscy tymi dobrami swobodnie rozporządzali. W 1495 r. na zamku koziegłowskim wystawiony był dokument na staw w Wojsławicach dla kościoła w Koziegłowach. Mieszkańcy do 1519 r., tj. do chwili sprzedaży dóbr koziegłowskich biskupowi krakowskiemu Janowi Konarskiemu swoje powinności wykonywali na rzecz kościoła i dziedzica w Koziegłowach. Z lustracji dóbr pobiskupich, sporządzonej w 1790 r. dowiadujemy się, że w Wojsławicach byt folwark z jednym domem i 221 morgami ziemi. Natomiast „Słownik geograficzny” podaje, że w 1827 r. było tu 39 domów, 254 mieszkańców oraz 770 mórg ziemi, należącej do dóbr rządowych.
Z opowiadań najstarszych mieszkańców np. Romualda Zarychty dowiadujemy się, że we wsi, sąsiadującej ze Śląskiem, rząd carski nie zdążył przeprowadzić mobilizacji na początku I wojny światowej. Ale niektórzy mężczyźni – urlopowani żołnierze – zostali wcieleni do armii rosyjskiej, np. Bolesław Buła. W Wojsławicach działała organizacja „Strzelec”, którą zorganizował Jan Pietrusiak. Wieś mocno ucierpiała podczas I wojny światowej. Gdy Niemcy zaczęli okupować gminę rekwirowali w wiosce płody rolne, nawet przeznaczone na siew.
W okresie międzywojennym istniała tutaj dwuklasowa szkoła elementarna we własnym budynku drewnianym, z jedną izbą lekcyjną i mieszkaniem dla nauczyciela. Z Wojsławicach mieszkał przez wiele lat Feliks Duda (urodzony w Gniazdowie), który reprezentował, jako poseł, ziemię koziegłowską w pierwszym powojennym Sejmie Ustawodawczym RP. W czasie II wojny światowej za napad na niemieckiego sołtysa żandarmi zastrzelili 3 mieszkańców: Stanisława Cubra, Romana Czerwika i Jana Górę. Niemcy zamknęli szkołę elementarną. Krótko uczył w niej niemiecki nauczyciel o nazwisku Nowak. Po zakończeniu II wojny światowej, za organizację nauczania zabrała się Maria Gorzelak. Już w 1949 r. wybudowano nową szkołę, która służy dzieciom do dziś. W nowej szkole kierownikiem została Maria Skrobarczyk. W 1959 r. podniesiono stopień organizacyjny do klasy VI. Uczyło w niej 3 nauczycieli. Starsze dzieci klasę VII kończyły w Koziegłowach. Długie lata przepracowała tu nauczycielka, a zarazem kierowniczka szkoły – mgr Helena Nita.